# Ceriochernes besucheti
Ceriochernes besucheti är en spindeldjursart som beskrevs av Beier 1973. Ceriochernes besucheti ingår i släktet Ceriochernes och familjen blindklokrypare. Inga underarter finns listade i Catalogue of Life.